# Xã Black Butte, Quận Hettinger, Bắc Dakota
Xã Black Butte (tiếng Anh: Black Butte Township) là một xã thuộc quận Hettinger, tiểu bang Bắc Dakota, Hoa Kỳ. Năm 2010, dân số của xã này là 41 người.